# Kalinindistrict

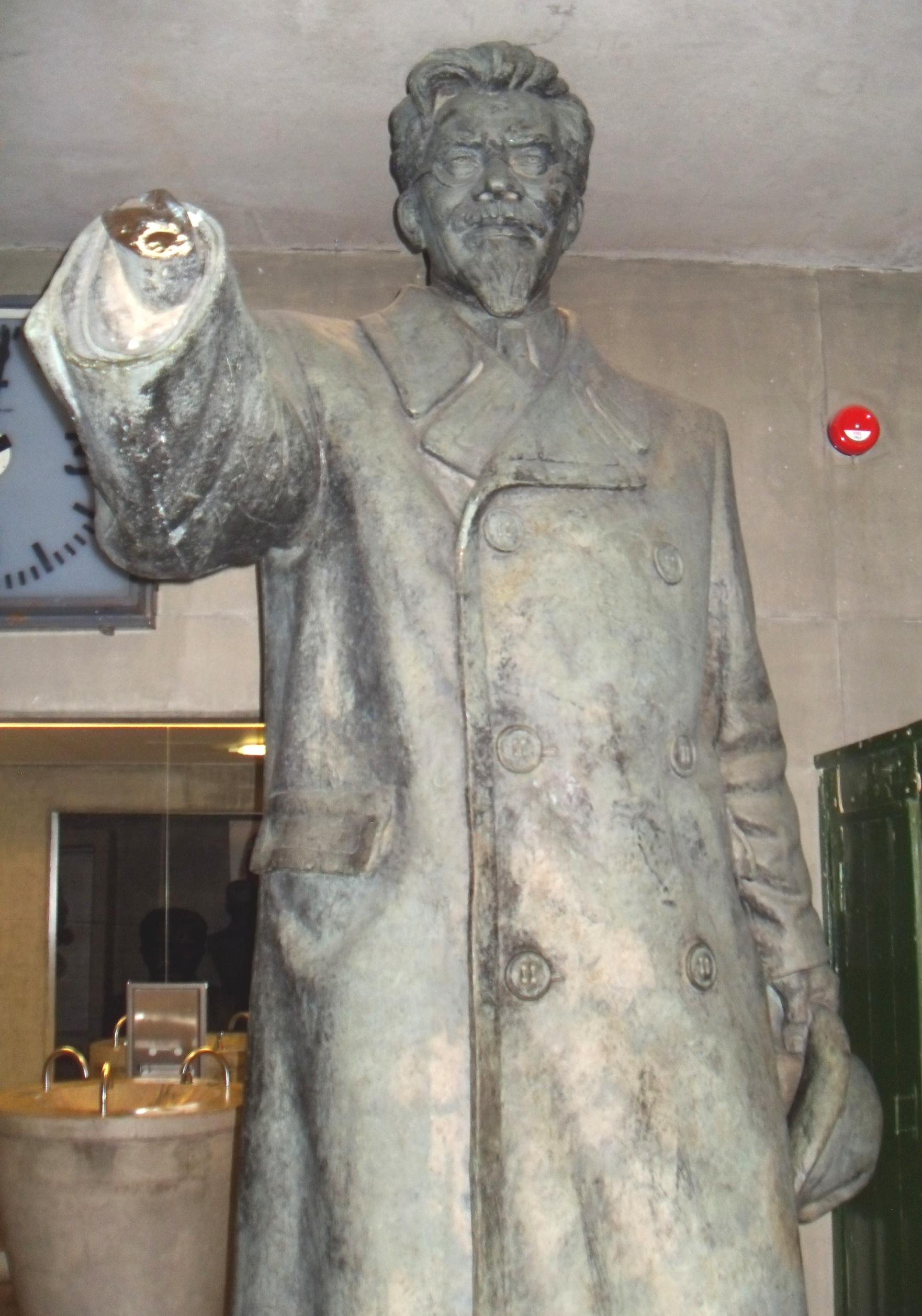
Het standbeeld van Kalinin in Tallinn, vroeger in het park Tornide Väljak, nu in het Bezettingsmuseum

Het Kalinindistrict (Estisch: Kalinini rajoon) was tussen 1948 en 1990 een stadsdistrict van Tallinn, de hoofdstad van Estland. Het was vernoemd naar Michail Kalinin, die van 1922 tot 1946 president van de Sovjet-Unie was. Estland was in 1940 door de Sovjet-Unie bezet en als Estische Socialistische Sovjetrepubliek ingelijfd.
Kalinin werkte tussen 1901 en 1904, toen Estland nog bij het keizerrijk Rusland hoorde, in Tallinn, eerst bij Volta, een fabriek voor elektrische apparatuur, en later bij de spoorwegen. Zijn vrouw, Katarina Loorberg, was Estisch.
De indeling van Tallinn in districten en ook de grenzen van de districten veranderden nogal eens in de jaren 1948-1974. Daarna waren er vier districten of rajons. Behalve het Kalinindistrict waren dat het Oktoberdistrict (nu Mustamäe en Kristiine), het Lenindistrict (nu Nõmme en Kesklinn) en het Zeedistrict (Estisch: Mererajoon, nu Pirita en Lasnamäe).
In 1990, toen Estland afkoerste op herstel van de onafhankelijkheid, werd het district herdoopt in Põhja-Tallinn (‘Noord-Tallinn’). Ook de andere districten kregen een andere naam. In 1993 werd Põhja-Tallinn gesplitst in twee delen: Põhja-Tallinn en Haabersti. De naam Kalinin verdween in die jaren geheel van de kaart van Tallinn. Ook de Kalininstraat (Kalinini tänav), die van het Baltisch Station naar de wijk Kopli liep, werd herdoopt en kreeg de oude naam Kopli tänav terug. Kalinins standbeeld in het park Tornide Väljak werd weggehaald.
Zie Stadsdistricten van Tallinn voor de huidige bestuurlijke indeling van Tallinn.